# Карлополи
Карло̀поли (на италиански: Carlopoli, на местен диалект Garruopulu, Гарруопулу) е село и община в Южна Италия, провинция Катандзаро, регион Калабрия. Разположено е на 924 m надморска височина. Населението на общината е 1574 души (към 2012 г.).